# Amorges
Amorges (¿?-412 a. C.), hijo de Pisutnes, sátrapa de Lidia, continuó la rebelión de su padre contra el rey aqueménida Darío II.

## Contexto histórico
Pisutnes había sido sátrapa de Lidia durante al menos dos décadas cuando, por causas desconocidas, se rebeló contra Darío II en el 420 a. C. Contrató mercenarios griegos cuando la primera parte de la guerra del Peloponeso acababa de finalizar. El rey persa envió a Lidia a un noble llamado Tisafernes con la misión de provocar una revuelta entre los mercenarios de Pisutnes. Tisafernes tuvo éxito en su cometido y al aceptar Pisutnes el entablar negociaciones con Tisafernes, éste le arrestó y lo envió al rey, quien hizo ejecutar al sátrapa (415 a. C.).

## Amorges sigue los pasos de su padre
La muerte de Pisutnes no fue sin embargo el fin del problema. Su hijo bastardo Amorges continuó desde Caria la insurrección ocupando el puerto de Yaso, entre Mileto y Halicarnaso. Al igual que su padre recibió apoyo de los atenienses, cuyos barcos visitaban frecuentemente la ciudad.
Tisafernes recibió la orden de ocuparse de Amorges. Sin embargo, éste disponía de mercenarios (probablemente arcadios y argivos) y mientras Atenas dominara el mar, era imposible iniciar un asedio a Iasus. Esto cambió en el 413 a. C. cuando los atenienses fueron duramente derrotados en Sicilia cuando trataban de conquistarla. Los espartanos reiniciaron la guerra del Peloponeso y Tisafernes entabló negociaciones con ellos, las cuales acabaron con un tratado en el 412 a. C. El acuerdo mencionaba explícitamente que cualquiera que se rebelara contra el Gran Rey sería considerado así mismo enemigo de los espartanos, una advertencia directamente relacionada con la revuelta de Amorges.
Los espartanos hicieron entonces lo que se suponía debían hacer. En el invierno del 412 a. C. al 411 a. C. navegaron hasta Yaso. Los habitantes dejaron entrar las naves al puerto creyendo que era la flota ateniense la que se acercaba. Cuando cayeron en la cuenta del error era demasiado tarde. Amorges fue detenido y enviado a Tisafernes. Los mercenarios peloponesios de Amorges cambiaron de bando. La revuelta había sido suprimida.
El apoyo ateniense a Amorges fue probablemente decisivo para el desenlace de la guerra del Peloponeso. El orador ateniense Andócides dijo que fue precisamente esta intervención lo que motivó el posterior apoyo persa a Esparta contra Atenas, que a la postre fue decisivo.